# Melbourne Mustangs
Die Melbourne Mustangs (auch Mustangs Ice Hockey Club) sind ein semi-professioneller australischer Eishockeyclub in Melbourne, der 2010 gegründet wurde und seit der Saison 2011 in der Australian Ice Hockey League spielt. Im Jahr 2014 konnte die Mannschaft erstmals den Goodall Cup, die australische Meisterschaft, erringen.

## Geschichte
Der Verein wurde im Jahr 2010 gegründet und nahm zur Saison 2011 den Spielbetrieb in der Australian Ice Hockey League auf. Die Liga untersagte dem Club zunächst, den Herkunftsort Melbourne im Namen zu tragen, um die Marke des Lokalrivalen Melbourne Ice zu beschützen. Im ersten Spiel in der AIHL unterlag die Mannschaft dem  Vorjahresmeister Melbourne Ice mit 4:8. 2012 erhielten die Mustangs die Erlaubnis, Melbourne im Namen zu tragen und nannten sich entsprechend um. 
2014 erreichten die Mustangs erstmals in ihrer Geschichte das Endspiel um den Goodall Cup, die australische Meisterschaft, und trafen dort erneut auf Melbourne Ice, die diesmal mit 6:1 geschlagen wurden. Damit gewannen die Mustangs erstmals in ihrer Geschichte die australische Meisterschaft.
2017 und 2018 erreichte das Team jeweils das Playoff-Halbfinale.

## Bekannte Spieler
- Jamie Bourke
- Scott Timmins